# アントン・カイントル
アントン・カイントル（Anton Kaindl、1902年7月14日 - 1948年8月31日）は、ナチス・ドイツのザクセンハウゼン強制収容所の所長だった人物。親衛隊（SS）の隊員であり、最終階級は親衛隊大佐（SS-Standartenführer）。

## 略歴
ミュンヘン出身。1920年から軍に入隊。国家社会主義ドイツ労働者党（ナチス党）に入党（党員番号4.390.500）し、1935年7月1日に親衛隊（SS）に入隊（隊員番号241.248)した。髑髏部隊員となり、1939年から1941年にかけては第3SS装甲師団「髑髏」に従軍した。
1942年に強制収容所の監督を行っている親衛隊経済管理本部D局のIV部長に就任した。さらに1942年8月31日から1945年4月22日までザクセンハウゼン強制収容所の最後の所長を務める。1943年にはザクセンハウゼンにガス室を設けさせた。また1943年からSD対外諜報局長ヴァルター・シェレンベルクの偽ポンド作戦がカイントルの監督するザクセンハウゼン強制収容所で実施されるようになった。
戦後、ニュルンベルク裁判で証人として出廷させられた後、自身もソ連の軍事法廷にかけられた。この法廷でカイントルは1943年3月に医師長ハインツ・バウムケッターの提案を受けてガス室の導入を決定し、大量殺戮を行ったことを認めた。終身の強制労働刑に処され、ヴォルクタのソ連強制収容所へ送られた。炭鉱での過酷な強制労働に動員され、1948年に同地で没した。